# Pelidnopedilon grotei
Pelidnopedilon grotei är en skalbaggsart som beskrevs av Schmidt 1922. Pelidnopedilon grotei ingår i släktet Pelidnopedilon och familjen långhorningar. Inga underarter finns listade i Catalogue of Life.